# 소니 에너지 디바이스 주식회사
소니 에너지 디바이스 주식회사(영어: Sony Energy Devices Corporation), (일본어: ソニーエナジー・デバイス株式会社)는 1975년 설립된 소니의 자회사로 2차 전지 및 이온 배터리등의 생산을 담당하고 있다. 미국의 Union Carbide Corp사와 합작 투자로 설립되었으며 1986년 Sony Energytec Corporation으로 변경되었다. 1990년 세계 최초로 상업용 리튬 이온 전지 개발에 성공했으며 일본의 화학회사 아사히 카세이와 공동으로 개발한 시제품을 공개하였다. 1991년부터 리튬이온전지 양산에 들어갔다. 이후 2000년대 중반 산요가 추월하기 전까지 세계 최대의 리튬이온전지 생산 기업이었으나 2006년 소니의 배터리 리콜사태로 세계 4위권까지 추락하였다. 소니는 자사의 리튬 이온 배터리의 중대한 결함이 있음을 인정하고 애플, 델, 레노버등으로 납품된 960만개의 배터리를 리콜한다고 밝혔다. 이후 510억엔의 잠재적 손실이 발생한 소니 에너지텍은 이후 소니 그룹의 소니 모토미야 (CRT의 전자총 등을 제조), 소니 토치기 (비디오 테이프 , 플렉시블 기판 등을 제조)와의 합병을 거쳐 현재의 소니 에너지 디바이스 주식회사가 되었다. 2016년 10월 소니는 무라타 제작소에 소니 에너지 디바이스의 소매 사업과 전고체 2차 전지 개발팀을 제외한 모든 생산 시설과 인력을 무라타 제작소로 넘기는 것에 합의하였다.

## 같이 보기
- 리튬 이온 전지
- 리튬이온 중합체 전지
- 알칼리 전지